# Баранов, Антон Дмитриевич
Анто́н Дми́триевич Бара́нов (род. 11 апреля 1977) — российский учёный-математик, специалист по комплексному и гармоническому анализу, доктор физико-математических наук, профессор РАН (2016). Профессор СПбГУ, приглашённый профессор нескольких европейских университетов. В 2016 году — приглашённый докладчик на Европейском математическом конгрессе в Берлине.

## Биография
Родился в 1977 году.
В 1999 году окончил математико-механический факультет Санкт-Петербургского государственного университета (ММФ СПбГУ), кафедра математического анализа. В 2003 году защитил кандидатскую диссертацию (научный руководитель В. П. Хавин), а в 2011 году — докторскую диссертацию. Также защитил диссертацию на степень доктора математики в Университете Бордо 1 в рамках программы thèse en cotutelle (научные руководители — В. П. Хавин и Н. К. Никольский).
В 2004—2012 годах — доцент, а с 2012 года — профессор кафедры математического анализа математико-механического факультета Санкт-Петербургского государственного университета. В 2013—2019 годах был также по совместительству профессором ВШЭ. Имеет почётное учёное звание профессора РАН (2016).
В 2005—2006 годах являлся постдоком в Королевском технологическом университете (швед. Kungliga Tekniska Högskolan, KTH), Стокгольм, Швеция. Приглашённый профессор университета Экс-Марсель (фр. Université de Provence Aix-Marseille I), 2007, и университета Париж-Эст, Марн-ла-Валле (фр. Université Paris-Est), 2013, Франция, Болонского университета, 2019, и Лундского университета, Швеция, 2019.
Лауреат премии «Молодому математику» Санкт-Петербургского математического общества (2004). Победитель конкурса фонда Дмитрия Зимина «Династия» для молодых учёных, имеющих степень доктора наук (2013). В 2016 году выступил с приглашенным докладом «Spectral synthesis in Hilbert spaces of entire functions» на Европейском математическом конгрессе в Берлине.
Автор более 70 научных публикаций.
Научные интересы: теория целых функций, пространства аналитических функций (в том числе пространства де Бранжа и модельные подпространства в классах Харди), геометрические свойства семейств экспонент и воспроизводящих ядер, спектральный синтез, функциональные модели для различных классов линейных операторов. В 2013 году А. Д. Барановым (совместно с Ю. С. Беловым и А. А. Боричевым) решена задача о спектральном синтезе для экспоненциальных систем в пространстве L2 на интервале.
Член редколлегий журналов Алгебра и анализ, Уфимский математический журнал, Journal of Mathematical Analysis and Applications, Analysis and Mathematical Physics, Annals of Functional Analysis.

## Некоторые публикации
- A. D. Baranov, Bernstein-type inequalities for shift-coinvariant subspaces and their applications to Carleson embeddings. Journal of Functional Analysis, 223 (2005), 1, 116—146.
- А. Д. Баранов, В. П. Хавин, Допустимые мажоранты для модельных подпространств и аргументы внутренних функций. Функциональный анализ и его приложения, 40 (2006), 4, 3-21.
- А. Д. Баранов, Вложения модельных подпространств класса Харди: компактность и идеалы Шаттена-фон Неймана. Известия РАН. Серия математическая, 73 (2009), 6, 3-28.
- A. Baranov, I. Chalendar, E. Fricain, J. Mashreghi, D. Timotin, Bounded symbols and reproducing kernel thesis for truncated Toeplitz operators. Journal of Functional Analysis, 259 (2010), 10, 2673—2701.
- A. Baranov, Yu. Belov, A. Borichev, Hereditary completeness for systems of exponentials and reproducing kernels, Advances in Mathematics, 235 (2013), 525—554.
- A. Baranov, Yu. Belov, A. Borichev, Spectral synthesis in de Branges spaces, Geometric and Functional Analysis, 25 (2015), 2, 417—452.
- A. D. Baranov, D. V. Yakubovich, Completeness and spectral synthesis of nonselfadjoint one-dimensional perturbations of selfadjoint operators, Advances in Mathematics, 302 (2016), 740—798.
- A. D. Baranov, Spectral theory of rank one perturbations of normal compact operators. Алгебра и анализ, 30 (2018), 5, 1-56.